# Höfel (Marienheide)
Höfel ist eine Ortschaft in der Gemeinde Marienheide im Oberbergischen Kreis, Nordrhein-Westfalen, Deutschland.

## Lage und Beschreibung
Die kleine Hofschaft Höfel liegt an der Lingesetalsperre, circa 4,3 km vom Hauptort entfernt.

## Geschichte

### Erstnennung
Nach dem Jahr 1450 wurde der Ort erstmals urkundlich erwähnt und zwar als „Grieta up des Strackenhoevell gehört zu den Wachszinsigen des Kölner Aposterstiftes“. Die Schreibweise der Erstnennung war Strackenhoevell.

## Bus und Bahnverbindungen

### Linienbus
Haltestelle: Höfel
- 399 Ortslinienverkehr Marienheide